# Severobulgarska 1947
La Severobulgarska 1947 fu la 23ª edizione della massima serie del campionato bulgaro di calcio concluso con la vittoria del Levski Sofia, al suo quinto titolo.

## Formula
Come nella stagione precedente fu disputata una prima fase a livello regionale. I gironi furono 12 e si qualificarono alla fase finale ad eliminazione diretta 16 squadre.
I primi turni furono giocati con partite di sola andata e a partire dalle semifinali con gare di andata e ritorno.

## Fase finale

### Ottavi di finale
| Squadra 1                 | Risultato | Squadra 2             |
| ------------------------- | --------- | --------------------- |
| TVP Varna                 | 2 - 0     | Angel Kanchev Tryavna |
| Hadzhi Slavchev Pavlikeni | 3 - 2     | Slavia Plovdiv        |
| Republikanets Lom         | 0 - 1     | Lokomotiv Sofia       |
| Lyubislav Burgas          | 0 - 1     | Spartak Varna         |
| Levski Sofia              | 4 - 0     | Ilinden Petrich       |
| Benkovski Vidin           | 2 - 1     | Lokomotiv Ruse        |
| Spartak Sofia             | 2 - 0     | Marek Dupnitsa        |
| Levski Plovdiv            | 2 - 1     | Loko Stara Zagora     |

### Quarti di finale
| Squadra 1                 | Risultato | Squadra 2      |
| ------------------------- | --------- | -------------- |
| Lokomotiv Sofia           | 3 - 0     | TVP Varna      |
| Spartak Varna             | 1 - 2     | Levski Sofia   |
| Hadzhi Slavchev Pavlikeni | 0 - 1     | Spartak Sofia  |
| Benkovski Vidin           | 1 - 2     | Levski Plovdiv |

### Semifinali
| Squadra 1       | Totale | Squadra 2     | Andata | Ritorno |
| --------------- | ------ | ------------- | ------ | ------- |
| Lokomotiv Sofia | 6 - 1  | Spartak Sofia | 3 - 1  | 3 - 0   |
| Levski Plovdiv  | 1 - 9  | Levski Sofia  | 0 - 4  | 1 - 5   |

### Finale
La partita di andata venne disputata il 29 ottobre e quella di ritorno il 2 novembre 1947. Entrambe le gare vennero giocate a Sofia.
| Sofia 29 ottobre 1947 | Levski Sofia | 1 – 1 | Lokomotiv Sofia |  |

| Sofia 2 novembre 1947 | Lokomotiv Sofia | 0 – 1 | Levski Sofia |  |

## Verdetti
- Levski Sofia Campione di Bulgaria 1947